# Fairfield (Teksas)
Fairfield – miasto w Stanach Zjednoczonych, w stanie Teksas, w hrabstwie Freestone. W 2000 roku liczyło 3 094 mieszkańców.